# The Tension and the Spark
The Tension and the Spark é o segundo álbum solo do cantor australiano Darren Hayes, lançado em 2004.

## Produção
Produzido por Robert Conley, o disco significou uma relativa mudança de estilo por parte do cantor, que passou a explorar a música eletrônica em suas composições, com letras mais introspectivas. 
Curiosamente, o título do álbum é derivado da letra de sua segunda faixa "I Like the Way".

## Lançamento
O álbum foi lançado em quase todo o mundo e atingiu o Top 20 das paradas na Austrália e no Reino Unido. O primeiro single do disco foi a faixa "Pop!ular", que chegou ao topo da parada dance da Billboard. No entanto, o lançamento do álbum foi cancelado nos Estados Unidos pela Sony Music, devido ao fraco desempenho do segundo single "Darkness".
Em 2005, o cantor lançou na internet o vídeo da faixa "Unlovable", junto com o download gratuito de uma versão acústica da música, disponível em seu site oficial. Em abril de 2008, o álbum foi finalmente lançado no mercado americano, via iTunes. Na ocasião, o cantor já se encontrava fora da gravadora, mas conseguiu o lançamento após uma negociação.

## Faixas
1. "Darkness" – 5:17
2. "I Like the Way" – 5:04
3. "Light" – 4:54
4. "Pop!ular" – 3:53
5. "Dublin Sky" – 4:35
6. "Hero" – 4:26
7. "Unlovable" – 5:23
8. "Void" – 3:20
9. "I Forgive You" – 4:35
10. "Feel" – 4:03
11. "Love and Attraction" – 4:05
12. "Sense of Humor" – 4:47
13. "Ego" – 4:37
14. "Boy" (bonus track para Austrália e Japão) – 5:09

## Paradas musicais
| Parada semanal (2004)               | Posição |
| ----------------------------------- | ------- |
| Austrália (ARIA)                    | 8       |
| Suécia (Sverigetopplistan)          | 32      |
| Reino Unido (Official Albums Chart) | 13      |